# Charlotte Wrangberg
Britt Charlotte Wrangberg, född 17 juni 1959, är en svensk diplomat.

## Biografi
Wrangberg har tjänstgjort på ambassaderna i Mexico City, Pretoria och Madrid. Hon har även tjänstgjort på Utrikesdepartementets (UD) enhet för Europeiska unionen, Afrikaenheten och enheten för konsulära och civilrättsliga ärenden. Wrangberg var ambassadör i Buenos Aires, jämväl i Asunción och Montevideo 2010-2013 samt i Aten 2013-2017. Mellan 2017 och 2020 var Wrangberg protokollchef på Utrikesdepartementet och ledamot av ordenskapitlet vid Kungl. Maj:ts Orden.
I september 2020 övergick Wrangberg från protokollchef vid UD till ambassadör i Danmark..

## Utmärkelser
- Storofficer av Italienska republikens förtjänstorden (StkItRFO, 2019)[3]
- Storkorset av Dannebrogorden, 6 maj 2024.[4]